# ایبیکاره
ایبیکاره (به پرتغالی: Ibicaré) یک منطقهٔ مسکونی در برزیل است که در سانتا کاتارینا واقع شده‌است. ایبیکاره ۳٬۱۷۸ نفر جمعیت دارد.